# ادوارد پیبلادو
ادوارد پیبلادو (انگلیسی: Edward Pitblado؛ ۲۳ فوریهٔ ۱۸۹۶ – ۲ دسامبر ۱۹۷۷) بازیکن هاکی روی یخ اهل کانادا بود.